# Байонн (Нью-Джерсі)
Байонн (англ. Bayonne) — місто (англ. city) в США, в окрузі Гудзон штату Нью-Джерсі. Розташоване на півострові між бухтою Ньюарк на заході, протокою Кілл-Ван-Кулл на півдні та затокою Нью-Йорка на сході. За даними перепису 2010 року, населення міста становило 63 024 особи (2010).}} що більше на 1182 особи (+1,9 %) порівняно з чисельністю населення 2000 року.

## Географія
Місто розташоване в серці порту Нью-Йорка та Нью-Джерсі, на схід від Ньюарка, найбільшого міста в штаті, і на захід від Брукліна. На півночі Бейон межує з Джерсі-Сіті та з'єднується зі Стейтен-Айленд мостом Байонна. Сукупна площа міста становить 28,702 км², з яких 13,669 км (47.62 %) припадають на водну поверхню. Місто складається з двох районів: Констебл-Гук та Берген-Пойнт (англ. Bergen Point).

## Демографія
Згідно з переписом 2010 року, у місті мешкали 63 024 особи в 25 237 домогосподарствах у складі 16 053 родин. Було 27799 помешкань
Расовий склад населення:
| - 69,2 % — білих - 8,9 % — чорних або афроамериканців - 7,7 % — азіатів - 0,3 % — корінних американців - 10,0 % — осіб інших рас |

До двох чи більше рас належало 3,9 %. Частка іспаномовних становила 25,8 % від усіх жителів.
За віковим діапазоном населення розподілялося таким чином: 22,5 % — особи молодші 18 років, 64,3 % — особи у віці 18—64 років, 13,2 % — особи у віці 65 років та старші. Медіана віку мешканця становила 38,4 року. На 100 осіб жіночої статі у місті припадало 91,7 чоловіків; на 100 жінок у віці від 18 років та старших — 87,9 чоловіків також старших 18 років.
Середній дохід на одне домашнє господарство становив 70 141 долар США (медіана — 54 413), а середній дохід на одну сім'ю — 78 985 доларів (медіана — 62 445). Медіана доходів становила 51 713 долари для чоловіків та 46 406 доларів для жінок. За межею бідності перебувало 14,8 % осіб, у тому числі 20,6 % дітей у віці до 18 років та 8,4 % осіб у віці 65 років та старших.
Цивільне працевлаштоване населення становило 30 689 осіб. Основні галузі зайнятості: освіта, охорона здоров'я та соціальна допомога — 23,0 %, транспорт — 11,3 %, науковці, спеціалісти, менеджери — 10,5 %, роздрібна торгівля — 10,4 %.

## Транспорт
Через місто проходить Блакитна лінія швидкісного трамваю Гудзон-Берген, що обслуговує округа Гудзон та Берген.

## Уродженці
- Дік Бродовський (1932—2019) — американський бейсболіст
- Сандра Ді (1942—2005) — американська телеакторка українського походження.